# センテニアル・パーク (ナッシュビル)
センテニアル・パーク（Centennial Park）は、アメリカ合衆国テネシー州ナッシュビルの都市公園。ダウンタウンから3キロメートル西のウェスト・エンド通り（アメリカ国道70号線南）沿いにあり、ヴァンダービルト大学のキャンパスとホスピタルコーポレーション・オブ・アメリカの本社に面している。ナッシュビルの若者たちに人気のこの地域はウエスト・エンドと呼ばれており、近隣にエリストン23、パークセントラルという2つの巨大アパートが建設されるなど、近年急成長している。

## 歴史
公園の土地は元々アン・ロバートソン・ジョンソン・コックリル（1757年-1821年）が所有する農地だった。彼女は「中部テネシーの父」として知られたジェームズ・ロバートソン准将の姉妹で、州で最初の教師であった。アンドリュー・ジャクソンの妻のレイチェルの父であるジョン・ドネルソンの導きで、彼女とその家族はノースカロライナ州ウェイク郡からドネルソン軍のナッシュボロ砦(現在のナッシュビル)へ来た。1776年冬、川は凍っていたため停泊中、男たちが狩りに出ている間にインディアンがワトウガ砦を襲った。アンは負傷していたが、砦に火をつけようとするドラギング・カヌーと他のチッカマウガン・インディアンを追い払うために女性たちを熱湯のバケツ・リレーに導き、最終的にインディアンたちを追い払い、砦と家族たちを守った。彼女の勇気を称え土地が与えられたが、南北戦争後はステート・フェアグラウンドとなった。1884年から1885年、ウェスト・サイド・パークというレース場となった。1897年、テネシー州制100周年記念万国博覧会の会場となりセンテニアル・パークと名前を変えた(「センテニアル」は100周年を意味する)。万博終了後、建物やアテネのパルテノン神殿の等身大レプリカ以外の展示場の多くは取り壊され、後にナッシュビルの初期の入植者となる人たちが住むノースカロライナ州西部の地区の名前にちなみワトウガ湖と名付けられた小さな人工湖、沈床園、野外音楽堂のある眺めの良いオープン・エリアとなった。1960年代まで、この場所はジム・クロウ法によってアフリカ系アメリカ人の使用を禁じてナッシュビルの白人にとってのみのレクリエーション場所であったが、共同使用に反対する人種差別者により水泳プールが閉鎖された。最終的にプール関連施設はアート・センターとして再開した。
100周年記念万国博覧会のナッシュビル・パビリオンとして臨時にほとんどを石膏で建てられたパルテノン神殿のレプリカは『南部のアテネ』とナッシュビルのシンボル的に親しまれていたが、様々な要因が重なって次第に荒廃し壊れてきていた。1920年代、最終的に臨時の石膏の建物から半永久的なコンクリートや鉄を使い再建されて現在の姿となり、しばしば修繕されている。現在は主に美術館として使われている。市から依頼されたナッシュビルの著名な彫刻家のアラン・ルクワイアの作品で、西洋で一番大きい室内彫刻と言われているパラス・アテナの像がある。完璧な多色使いでこのレプリカはアテネの遺跡に近い様相となった。
1922年から1947年、現在沈床園のある場所に日本庭園の水生植物園が存在した。仏像や、石橋が渡り金魚が泳ぐ池の周りには花が植えられていた。1935年、仏像に供えられた賽銭をめぐり起こった少年たちの抗争により仏像の鼻が壊れた。1947年、あるグループにより仏像が動かされ、頭から蓮の池に落とされて首が折れた。庭園や蓮の池も荒らされ、修復不可能なため日本庭園は閉鎖された。
1954年から1967年、このパルテノンには、現存しないデパートメント・ストアのハーベイズの提供により巨大なキリストの降誕のシーンを再現された。このシーンは長さ約280フィート (85 m)、奥行き75フィート (23 m)でカラフルなライトに照らされていた。しかしイタリアの企業に買収され、ハーベイ一族はその直後撤退した。その後手入れ、技術的保守、など適切な修理関係はなされなかった。1968年、深刻な破損のため展示は不可能となった。ハーベイとナッシュビル市の財政は負担となり、キリスト降誕シーンはシンシナティのショッピング・センターに売却された。『ナッシュビル・バナー』紙によるとキリスト降誕シーンはたった2回のクリスマスにシンシナティで公開されただけで壊れ、廃棄処分となった。
センテニアル・パークは多くの映画評論家に愛されるロバート・アルトマンの映画『ナッシュビル』のクライマックス・シーンに登場した。毎年8月下旬から9月上旬、園内の野外音楽堂でナッシュビル・シェイクルピア・フェスティバルによる『シェイクスピア・イン・ザ・パーク』が開催される。

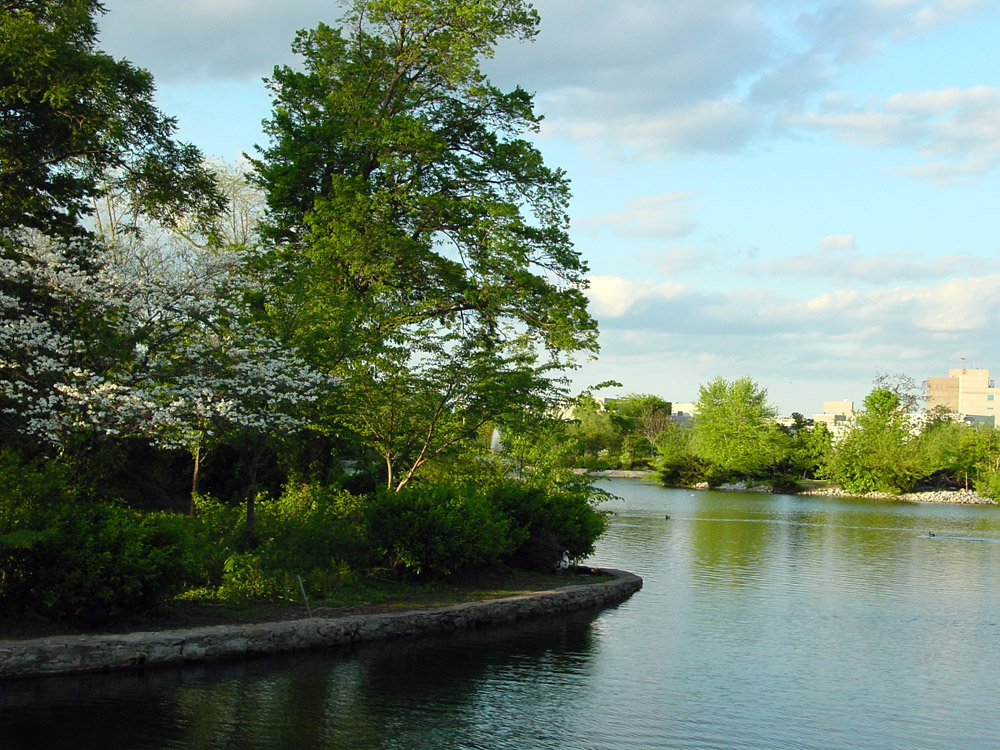
センテニアル・パークの人口湖であるワトウガ湖

1998年のナッシュビルのトルネード発生まで園内は木が生い茂っていたが、その多くは嵐により損害を受けたり破壊された。この場所はまた、嵐による唯一の死亡者であるヴァンダービルト予備役将校訓練課程士官候補生がいた場所でもあった。その時からこの公園を含むナッシュビルの屋外の広場には嵐警報機が備えられた。
2005年11月11日、センテニアル・パークは無料Wi-Fiのあるナッシュビルで初めてのワイヤレス・インターネット公園となった。
この公園は市の公園局の管理事務所が入ったリクリエーション・センターがあるが、カンバーランド川東岸のLPフィールドに隣接した以前ナッシュビル・ブリッジ・カンパニーがあった場所に移転計画中である。